# ریتوس
ریتوس (انگلیسی: Ratos) شرکت سرمایه‌گذاری سوئدی است، که در سال ۱۹۳۳ تأسیس شد.